# Wielkopolska Gildia Rolno-Ogrodnicza

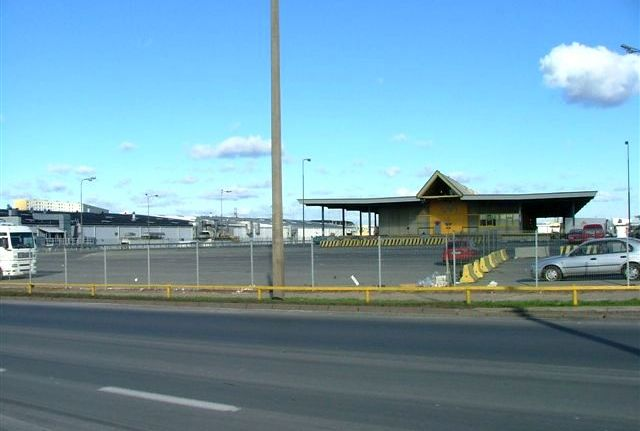
Wielkopolska Gildia Rolno-Ogrodnicza - widok z ul. Klenowskiej

Wielkopolska Gildia Rolno-Ogrodnicza S.A. (WGRO S.A.) – hurtowy i detaliczny rynek owoców, warzyw, kwiatów żywych i sztucznych oraz artykułów spożywczych w Poznaniu. Zlokalizowany jest w dzielnicy Franowo.
Rynek pod nazwą Wielkopolska Giełda Rolno-Ogrodnicza S.A. w Poznaniu otwarto 26 listopada 1992, jako pierwszy o takim charakterze w Polsce.

## Komunikacja
Do WGRO można dojechać linią autobusową nr 92 z Ronda Rataje, której przystanek końcowy Giełda Ogrodnicza Franowo znajduje się w pobliżu obiektu.